# Ojczyzna - Koalicja Demokratyczna
Ojczyzna - Koalicja Demokratyczna (mong. Эх орон-ардчилал, Ech oron-ardczilal) – mongolski komitet wyborczy powołany na wybory parlamentarne w 2004. Powstał 16 lipca 2003 roku. Koalicja miała charakter centroprawicowy. Koalicję tworzyły partie polityczne: Partia Demokratyczna, Partia Ojczyzny i Partia Woli Obywatelskiej. Komitet uzyskał 474 977 głosów i uzyskał 34 mandaty w Wielkim Churale Państwowym.